# Софі Естерхазі-Ліхтенштейн
Принцеса Ліхтенштейна Софі Марія, графиня Естерхазі фон Галанта (Відень, 5 вересня 1798 року — Відень, 27 червня 1869 року) — австрійська придворна. Бувши донькою Йоганна I Йосипа, принца Ліхтенштейну, вона була принцесою Ліхтенштейну за походженням і виросла при князівському дворі. Народилась і виросла у Відні, вона була обрана служити в австрійському імператорському дворі. З 1854 по 1862 рік вона була обергофмейстеріною (володаркою мантій) імператриці Єлизавети Австрійської.

## Ранні роки життя
Принцеса Софі Марія Жозефа фон унд цу Ліхтенштейн народилася третьою дочкою Йоганна I Йосипа, принца Ліхтенштейну та його дружини, ландграфині Йозефи Фюрстенберг-Вайтра.

## Придворне життя
Її не любила імператриця, оскільки вона була подругою та довіреною особою свекрухи імператриці, принцеси Софі Баварської, і підозрювалася в тому, що вона була її шпигункою. Її також описували як дуже сувору, а її ставлення до Елізабет порівнювали з гувернанткою. Її замінила Поліна фон Кенігсегг. Вона була зображена в численних книгах про Елізабет.

## Особисте життя
Вона вийшла заміж у Відні 4 серпня 1817 року за графа Вінценза Естергазі фон Галанта (Пресбург, 25 жовтня 1787 — Айсгруб, 19 жовтня 1835), без нащадків.